# Političke znanosti
Političke znanosti (često se spominju kao politologija ili politička znanost) su znanstveno polje društvenih znanosti, koje se bave sa znanstvenim studijem politike. Bave se suživotom građana, i kako bi se trebao nadzirati taj suživot s pogledom na institucionalne, postupovne i predmetno-materijalne temelje. Najvažniji predmeti te znanosti su strukturalni problemi demokracije, sustavne konkurencije socijalizma i kapitalizma, političkih stranaka i društvenih pokreta, međunarodnim odnosima, državnim intervencijama u gospodarstvu, političkim stajalištima i svjesnih oblika, odnosima religije i politike-politologijom religije, javnim mnijenjem, masovnim medijima i izbornom ponašanju.

## Vanjske poveznice
- Sveučilište Zagreb, Fakultet političkih znanosti  Arhivirana inačica izvorne stranice od 11. srpnja 2004. (Wayback Machine)
- Centar za politološka istraživanja, Zagreb